# Anapisa latophaga
Anapisa latophaga är en fjärilsart som beskrevs av Abel Dufrane 1945. Anapisa latophaga ingår i släktet Anapisa och familjen björnspinnare. Inga underarter finns listade i Catalogue of Life.